# Окситоцин
Окситоцин је хормон који се ослобађа из задњег режња хипофизе (неурохипофиза), а ствара се у паравентрикуларном (у највећој мери) и супраоптичом једру хипоталамуса. Основна улога овог хормона је у порођају, када изазива контракције материце и лактацији, где доводи до контракције глатких мишићних ћелија око млечних жлезда дојке, што изазива истицање млека.
У нервном систему делује и као неуротрансмитер.

## Грађа и особине
Окситоцин је полипептид изграђен од девет аминокиселина (нонапептид). Ствара се у хипоталамусу у паравентрикуларном (у највећој мери) и супраоптичком једру. У истоименим једрима се синтетише и други хормон неурохипофизе (и хипоталамуса), вазопресин (углавном у супраоптичком једру). Молекулска маса окситоцина је 1007. Најпре се синтетише његов претходник који се састоји од неурофизина и окситоцина. Неурофизин игра улогу у транспорту окситоцина дуж нервних влакна и користи се као маркер ослобађања окситоцина.

## Дејство
Окситоцин делује као хормон, који се излучује у крв и путем крвотока стиже до циљних органа. У нервном систему може се лучити на завршецима неких неурона и деловати као неуротрансмитер.
- Окситоцин изазива контракције материце за време порођаја.
- За време лактације изазива контракције глатких мишићних ћелија млечних жлезда што за последицу има навирање и истицање млека.
- Окситоцин се лучи и у току оргазма код мушкараца и жена.
- Сматра се да окситоцин може утицати и на понашање. У току сексуалног односа претпоставља се да лучење окситоцина у мозгу може изазвати осећаје задовољства, нежности и привржености.